# Froumund von Tegernsee
Froumund von Tegernsee (ähnliche Schreibweise: Fromund) (* etwa 960 in Südwestdeutschland; † an einem 20. Oktober zwischen 1008 und 1012) war Benediktiner. Bekannt wurde er durch ein umfangreiches prosaisches und poetisches Werk, das insgesamt 13 Schriften umfasst. Dazu gehören auch regionale Briefe aus dem Kloster Feuchtwangen, die im Clm „Codex latinus monacensis“ 19412 als „Feuchtwanger Briefe“ überliefert sind.

## Leben
Um 990 wird Froumund erstmals als Mönch des Klosters St. Pantaleon, als Scholastikus, in Köln erwähnt. St. Pantaleon wurde 964 gegründet und strahlte schon bald als Reformkloster in das östliche Frankenreich aus. Er war zu dieser Zeit wohl schon Mitglied des Konvents von Tegernsee und sein Aufenthalt in Köln diente Bildungszwecken. Er befasste sich dort mit Studien der lateinischen und griechischen Sprache. Im Konvent in Tegernsee war Froumund einer der Lehrer des späteren Abtes Ellinger.
Durch den Abt Gozbert des St. Quirinius-Klosters wurden Tegernseer Mönche entsandt, um das darniederliegende Kloster Feuchtwangen wiederzubeleben. Dieses geschah vermutlich auf Bitte des Bischofs Liutold von Augsburg. Der Dekan Wigo machte sich mit mehreren Brüdern auf den Weg nach dorthin, um das Leben im Kloster wieder in die rechten Bahnen zu bringen. Die katastrophalen Zustände im Kloster beschreiben 16 Briefe des gelehrten Mönchs Froumund und des Abtes Wigo aus den Jahren 991 bis 995. Diese Briefe sind unter anderen an den Bischof Liutold von Augsburg, Königin Adelheid, den Bayernherzog Heinrich und an einen Grafen E. gerichtet.
Ihren Auftrag dürften Wigo und Froumund 1002 beendet haben und in ihr Heimatkloster zurückgekehrt sein, wo sie verstarben. Dicht untereinander stehend sind ihre Namen im Verbrüderungsbuch von St. Peter in Salzburg, angelegt im Jahr 1004, verzeichnet.
Froumunds letztes Lebenszeichen enthält Brief Nummer 93 seiner Sammlung.